# San Diego
San Diego este un oraș de pe coasta Californiei de sud, aflat în colțul de sud-vest al Statelor Unite ale Americii. În anul 2005, orașul avea o populație de 1.255.240 locuitori. Este al doilea oraș ca mărime din California și al optulea din Statele Unite ale Americii. Este o importantă stațiune balneară. Zona metropolitană San Diego este a șaptesprezecea ca mărime din SUA, cu o populație de peste 2,9 milioane locuitori. Aflat la nord de frontiera cu Mexic, San Diego are baze ale Marinei Militare, Pazei de Coastă și ale Pușcașilor Marini, multe mile de plaje și un climat plăcut, mediteranean. Temperatura medie anuală este de 18 °C. Economia orașului este bazată pe turism, comerț, agricultură, industria maritimă, militară, biotehnologie, computere și electronice.
Universitatea California și instituțiile de cercetări din Torrey Mesa oferă o bază importantă de inovații tehnologice, pe lângă numeroasele companii de înaltă tehnologie și biotehnologie din zonă, precum Qualcomm, Neurocrine, Illumina și Genentech of Oceanside. Între atracțiile turistice majore se numără plajele și golfurile zonei, parcul Balboa cu numeroasele sale muzee, grădina zoologică (renumită în întreaga lume), Sea World, și Old Town, locul așezării primilor coloniști spanioli.
Centrul orașului este în golful San Diego, portul celei mai mari flote din lume, incluzând două super-portavioane (USS Nimitz și USS Ronald Reagan), cinci vase-amfibii de asalt, mai multe submarine și vase mai mici.
San Diego este cunoscut ca „locul natal al aviației navale”, deși Pensacola, Florida susține același lucru.

## Personalități
San Diego este orașul natal al wrestlerului Rey Mysterio, care activează în divizia SmackDown! a WWE.

### Persoane născute în San Diego
- Camren Bicondova (n. 1999), actriță;
- Mayim Bialik (n. 1975), actriță;
- Jolene Blalock (n. 1975), actriță;
- Adam Brody (n. 1979), actor, producător;
- Victor Buono (1938 - 1982), actor;
- Matt Cameron (n. 1962), toboșar la diverse trupe;
- Nick Cannon (n. 1980), rapper, actor;
- Mason Vale Cotton (n. 2002), actor;
- Holly Marie Combs (n. 1973), actriță, producătoare;
- Maureen Connolly (1934 - 1969), jucătoare de tenis, câștigătoare a nouă titluri Grand Slam;
- Ted Danson (n. 1947), actor;
- Cameron Diaz (n. 1972), actriță;
- Robert Duvall (n. 1931), actor, regizor;
- Jason Earles (n. 1977), actor;
- Diamanda Galás (n. 1955), soprană;
- Jared S. Gilmore (n. 2000), actor;
- Kris Jenner (n. 1955), prezentatoare TV;
- Adam Lambert (n. 1982), cântăreț, actor;
- William C. McCool (1961 - 2003), astronaut;
- Phil Mickelson (n. 1970), jucător de golf;
- Kathy Najimy (n. 1957), actriță;
- Brandon Nakashima (n. 2001), tenismen;
- Ryan Ochoa (n. 1996), actor;
- Heather O'Rourke (1975 - 1988), actor;
- Gregory Peck (1916 - 2003), actor;
- Seraphim Rose (1934 - 1982), călugăr ortodox;
- RuPaul (n. 1960), cântăreț;
- Stephanie Seymour (n. 1968), actriță, fotomodel;
- Riley Steele (n. 1987), actriță porno;
- Susanna Thompson (n. 1958), actriță;
- Jerry Trainor (n. 1977), actor, muzician;
- Bitsie Tulloch (n. 1981), actriță;
- Shaun White (n. 1986), snowboarder;
- Kendra Wilkinson (n. 1985), fotomodel, personalitate TV.

### Persoane al căror nume este legat de marele oraș
- Annette Bening (n. 1958);
- Blink-182, trupă pop punk;
- Drew Brees (n. 1979), jucător de fotbal american;
- Steve Cherundolo (n. 1979), fotbalist;
- Cameron Crowe (n. 1957), actor, producător, jurnalist;
- Tom DeLonge (n. 1975), muzician;
- Raymond E. Feist (n. 1945), scriitor;
- Dennis Hopper (1936 - 2010), actor, regizor;
- Mark Hoppus (n. 1972), muzician;
- Doug Ingle (n. 1945), muzician;
- Harold Lloyd (1893 - 1971), actor, regizor, scenarist;
- James Maslow (n. 1990), actor, cântăreț;
- Victor Mature (1913 - 1999), actor;
- Silas Weir Mitchell (n. 1969), actor;
- Alex Morgan (n. 1989), fotbalistă;
- Jason Mraz (n. 1977), cântăreț, textier;
- Rey Mysterio Jr. (n. 1974), wrestler;
- Emily Ratajkowski (n. 1991), actriță, fotomodel;
- Steve Reeves (1926 - 2000), culturist;
- Sally Ride (1951 - 2012), fizician, astronaut;
- Cliff Robertson (1925 - 2011), actor;
- Mitt Romney (n. 1947), om politic;
- Jonas Salk (1914 - 1995), medic virusolog;
- Dr. Seuss (1904 - 1991), scriitor;
- Jonathan Temple (1796 - 1866), mare proprietar de pământ;
- Eddie Vedder (n. 1964), chitarist;
- Tom Waits (n. 1949), compozitor, poet, actor;
- Raquel Welch (n. 1940), actriță;
- Michelle Williams (n. 1980), actriță;
- Robin Wright (n. 1966), actriță;
- Frank Zappa (1940 - 1993), compozitor, regizor.